# Bluff (Würfelspiel)
Bluff ist ein Würfelspiel von Richard Borg für zwei bis sechs Spieler ab etwa 12 Jahren. Borg verlegte es 1986 im Eigenverlag als Doubter’s Dice und Milton Bradley 1988 als Liar’s Dice. 1993 erschien das Spiel auf Deutsch bei F.X. Schmid und wurde als Spiel des Jahres 1993 ausgezeichnet. Seit 2001 wird es in Deutschland von Ravensburger verlegt. International wird es von verschiedenen Spieleverlagen unter verschiedenen Namen vertrieben.

## Spielregeln
Jeder Mitspieler startet mit einem Würfelbecher mit 5 Würfeln. Der Würfel ist ein klassischer sechsseitiger Würfel mit den Ziffern 1 bis 5 und einem Stern anstatt der Ziffer 6. Die Sternseite eines Würfels kann jeden beliebigen Wert des Würfels darstellen (1–5 oder den Stern).
Auf dem Tisch liegt ein Spielbrett mit 30 Spielfeldern, die die Zahlen 1 bis 20 tragen. Jedes dritte Feld ist dabei ein Sternfeld. (Beispielsweise kommt vor der 8 ein Feld mit 4 Sternen.)
In einer Runde würfeln alle Spieler gleichzeitig und sehen sich ihre eigenen Werte an. Jetzt wird reihum geschätzt, wie viele Würfel einen bestimmten Wert haben. Dazu legt der erste Spieler einen roten sechsseitigen Würfel auf ein Feld auf dem Spielbrett. Beispielsweise schätzt der erste Spieler, dass mindestens 5 Dreier gewürfelt wurden. Der Nächste schätzt auf mindestens 5 Vierer usw.
Wenn ein Spieler meint, dass der zuletzt geschätzte Wert niedriger oder nicht möglich ist, passt er.
Jeder Spieler deckt dann seine Würfel auf. Sind zuletzt auf mindestens 8 Fünfer getippt worden, werden alle Fünfer plus alle Sterne gezählt. Sind mehr als 8 Fünfer im Spiel, verliert der Zweifler so viele Würfel, wie die Differenz war. Sind es genau 8, verliert der zweifelnde Spieler einen Würfel. Wenn es weniger als 8 sind, verliert der Spieler, der den Tipp abgegeben hat, die Differenz zu der wahren Anzahl. Hat ein Spieler alle seine Würfel verloren, so scheidet er für diese Runde aus.
Zudem gibt es noch verschiedene Optionen:
1. reroll – man legt mindestens einen Würfel raus und würfelt die restlichen noch mal, nachdem man den Tipp abgegeben hat;
2. exakt – hier geben alle, bis auf den, der den Tipp abgegeben hat, einen Würfel ab, wenn der Tipp genau stimmt;
3. giveaway – wenn der Tipp genau stimmt und angezweifelt wurde, muss der Zweifler dem Tipper einen Würfel geben, außer dieser besitzt noch alle

## Vorgänger
Ein klassischer Vorgänger zu diesem Spiel ist auch Lügenmäxchen oder Mäxchen. Dieses Spiel wird mit zwei Würfeln in einem Becher gespielt. Hier sagt der Spieler an, welchen Wert er gewürfelt hat. Der nachfolgende Spieler nimmt die Ansage an und versucht höher zu würfeln, oder er ertappt den ansagenden als Lügenmäxchen und deckt die Würfel auf.
Ein anderes bekanntes Spiel ist das Würfelspiel Liar Dice, welches ein ähnliches Spielprinzip wie Bluff hat. Hier wird allerdings mit Pokerwürfeln gewürfelt und die Spieler würfeln nicht gleichzeitig.
Weiter wurde 1974 von Milton Bradley und E. S. Lowe Liar’s Dice herausgegeben.